# 電気パン
電気パン（でんきパン）とは、電気パン焼き器でパン種に直接電流を流すことで出るジュール熱を用いて作られるパンのことである。手作りも可能な簡素な構造の「電気パン焼き器」がパン種を熱して焼きあがる。調理の方法と原理からすれば蒸しパンの仲間だが、本項では、便宜上「焼く」という表現も使う。

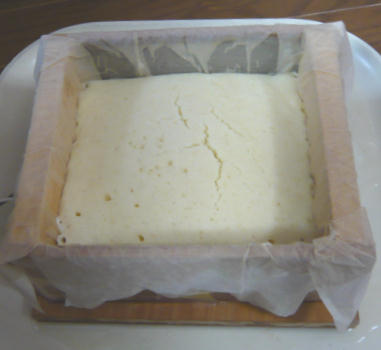
出来たての電気パン

## 原理
水分と食塩などの電解質を含んだ小麦粉などによるパン種に、直接電流を通すことでジュール熱が発生する。そのまま電流を流し続けると、やがて水分が蒸発により減少していくとともに電気抵抗が大きくなり、ある段階で電流が流れなくなる。完全に電流が流れなくなったころには、加熱により材料に含まれるデンプンがアルファ化し、食べられるようになる。パン自身が、焼き上がって食べやすい状態になったら自動的に電気を流さなくなるという原理となっている。
材料に含まれる食塩などの電解質の量や、電極間の距離で焼き具合や味に変化がある。一般的なオーブンやホームベーカリーのように、窯など発熱体の熱をパン種の周囲に伝えて加熱していく方式ではなく、パン種自体の発熱により焼きあがるので、エネルギー効率がよいという利点がある。
ソニーの創設者である井深大が、1945年、前身の東京通信研究所時代に開発した電気炊飯器もこの原理を利用したものであった。しかし市販はされず、ソニーのサイトでは"失敗作第１号となった記念すべき商品"として紹介されている。
北杜夫は記憶に刻まれた戦後終戦直後の3つの発明として「代用灯」（缶に油を入れ芯を立てたもの）、「タバコ巻器」とともに「簡便パン焼き器」を挙げ、「これこそ大発明とよぶべきもの」と表現しており、電気療法の器具に電気が流れなかったエピソードと絡め、電解質である「塩を加えるところがミソである」と続けている。
岩城正夫は「一升瓶の米つき器」「タバコ巻き器」とともに「電気パン焼き」を敗戦直後の三種の神器とし、木の箱とブリキ板だけででき、パン種自体が熱を発して出来上がることを江戸東京博物館の学芸員に説明したと記している

## 歴史
第二次世界大戦後の数年間、配給の食用粉を用いて、電気パン焼き器でパンを作ることが普及・流行した。諸説あるが、数年間でほとんど姿を消したとされている。
終戦後の食糧難の状況下においては小麦粉だけでなく、配給によって得られる前述の食用粉もパン種に用いられた。1945年には、「小麦粉、藷類（サツマイモ類）、大豆、高梁（コーリャン）、玉蜀黍（トウモロコシ）」の混合物資の割合が増え、さらに「芋づる、桑の葉、ヨモギ、どんぐり、南瓜のつる、木材くずなどを材料とする粉食」という記述もあり、雑食総動員計画がたてられている。このような食糧事情が、いかに手に入るものを工夫をして食べるかを人々に考えさせ、粉を水で練って汁とともに煮るすいとんや電気パンなどが登場した背景になった。北杜夫は小さく切ったサツマイモも一緒に入れて焼いたと記しており、後述の1946年の議会食堂での中毒事件では「ドングリ粉芋蔓などで作られた代用切餅」を「一両日乾燥させ粉化し」「簡易電気製パン器で蒸しパンに作った」とあり、電気パンのパン種に混ぜられるものは多岐にわたっていた。他にパン種として「老麺」を用い、工程において二度発酵させる手順を含めた「電流パン」を作る要領が記載された文献もある。
ベーキングパウダーのメーカーであるアイコクは同社のベーキングパウダーが電気パンに使用され軍需物資に指定されたと、サイト上に記している。膨らし粉の代わりに重曹を入れてパンにするという資料もある。
このほか、容易に用意できる材料と条件から、食材としてではなく、教育機関において実験の教材や設問として取り上げられることがある。三重大学からは電気パンに関する論文が2000年に日本産業技術教育学会誌へ投稿され、2001年度の大学入試センター試験 物理IAでは電気パンが出題題材となった。

## 電極式調理機
1934年、阿久津正蔵はパンも焼け、炊飯もできる給養車を作れと命令を受け、電極式調理装置をトラックに実装した九四式炊事自動車を試作する。阿久津正蔵によって電極式製パン法が発明されたと1935年に日本陸軍糧秣廠報告で報告されている。九七式炊事自動車と命名され実用化した給養車は300台装備された。阿久津はこの原理が戦後に広く利用され、ソニーの松山の本社の陳列室にソニー社製の電流パン焼き器が置いてあるのを見て、盛田昭夫に自分の発明だと伝え驚かせた。盛田はその時日本橋の白木屋の地下で売っていたと話したという。
その後、通電により焼きあげる方法は1958年から名古屋市のミカワ電機製作所の指導によりパン粉の大規模製造に導入され、オーブンで焼く焙焼式とともに通電による電極式は広く採用されている。粒状が良く見た目が白いパン粉は米国にも輸出され評判となり、現在では冷凍食品向けに広く採用されている。

## 電気パン焼き器の構造

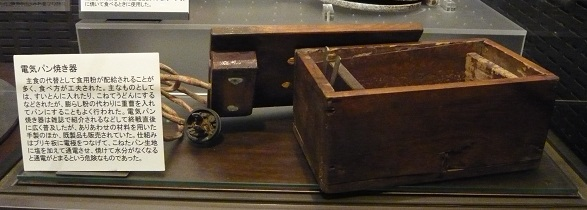
昭和館展示品（2011年9月現在）蓋が付属している

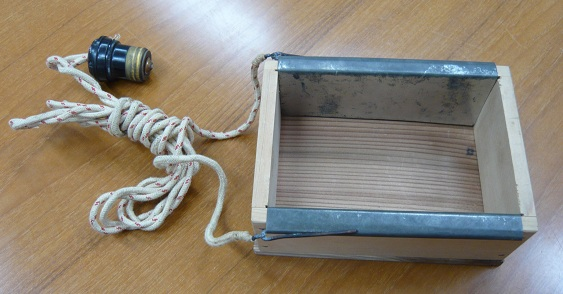
昭和館所蔵品 配線用差込接続器は未だ普及しておらず、セパラボディで電球用ソケットにつなぐ仕様。蓋はない

電気パンを作るための電気パン焼き器は単純な構造で出来ていて、戦後の手作りのものも、理科などの実験に用いられるものも基本構造は同じである。木材などで枠状の開いた箱を作り、その側板内側の対面する二つの面に金属の板を貼る。金属の板にそれぞれ電極をつなげる。電極がむき出しになっているため感電の危険が高く、自作する場合の注意や、そもそも自作しないように警告されている場合もある。
阿久津正蔵著 『パンの上手な作り方と食べ方』では、断面が台形になっている。これは得られる電圧が低い場合は電極板間距離を狭くできるよう、台形の短辺側を下にできるというものである。また、仕切りの役目をする中板を付属し、パンの大きさを調節できるようになっている。
構造上は蓋は必要がない一方で、東京都千代田区九段下の昭和館に2011年9月現在展示されている手作りの電気パン焼き器には蓋が付属している。これは熱効率を上げるもので、上面の焼け具合にも影響する。
教育現場での手作り作業の場合、牛乳パックが使用される場合がある。
また最もシンプルな形としてはパン種を電極板で挟んだだけのものもある。

### サイズ
大きさは、戦後の手作り品の場合、ありあわせの材料で製作するため、電極板として用いることができ、かつ入手が容易であった缶詰の高さが基準となっている。おおよその大きさは長辺100-150ミリメートル×短辺70-80ミリメートル×深さ70-8ミリメートルである。
北海道開拓記念館に所蔵されている手作り品は電極板間距離を可変できるものであり、長辺136ミリメートル×短辺90ミリメートル×深さ82ミリメートルである。これに対し明宝町立博物館の所蔵品は長辺132ミリメートル×短辺77ミリメートル×深さ40ミリメートルと少し浅い。
電極板間の距離に関して、90ミリメートルを標準とし長（135ミリメートル）短（45ミリメートル）を含めた三種類の実験が行われている。距離が長いほど出来上がりに時間がかかり、食塩の味をより感じやすいとされている。
1946年当時の資料では長辺150ミリメートル×短辺80ミリメートル×深さ80ミリメートルが適当であるとされている。

### 手作り品と健康被害や感電事故
食品衛生法の規定に基づき、厚生労働省が告示した「食品，添加物等の規格基準」第3のAの6には、次の規格が定められている。
電流を直接食品に通ずる装置を有する器具の電極は，鉄，アルミニウム，白金及びチタン以外の金属を使用してはならない。ただし，食品を流れる電流が微量である場合にあつては，ステンレスを電極として使用することは差し支えない。
上記規格に合わない電気パン焼き器の販売、販売のための製造、営業上の使用などは、2020年現在、日本国内において、禁じられている。上記規格に合わない電気パン焼き器を手作りし、個人的にのみ使用することは、禁じられてはいないが、自己の健康を害する可能性に注意する必要がある。
電極板に用いられる金属は、磨いた鉄板が望ましい。ブリキ、ジュラルミン、真鍮、銅などでは有害物質が溶け出し、食中毒の恐れがある。実際に亜鉛引きトタンを用いた「電極応用パン」による中毒事件が1946年6月に東京都渋谷区で起きている。この新聞記事中では、警視庁衛生検査所の技官より「トタン製のものは紙やすりで表面の亜鉛を取り去ってから使ってもらいたい」というコメントが記載されている。また同年7月、議員傍聴人食堂でも腐敗した材料と亜鉛が原因で30名が食中毒を起こしている。電極にアルミ箔を用いた場合、アルミニウムが電気パンに溶出する問題がある。電極にステンレス鋼板を用いた場合、重金属のクロムが電気パンに溶出することが確認されており、電極付近を食べないように注意する。
全国パン粉工業協同組合連の清水康夫による2008年の論文では、電極板にチタンを使用した場合、パンの中にはチタンが検出されなかった、とある。電極板からの金属の溶出の問題を回避するため、板状に切断した備長炭を電気パン焼き器の電極板として使用した報告もある。
また感電などの事故の可能性も高いので、軍手などの手袋の使用を注意事項として挙げている場合がある。

## 発明者と市販品
もともとは、米を炊いたりパンを焼く器具として、前述の『パンの上手な作り方と食べ方』の著者であり、陸軍軍人でもあった阿久津正蔵が発明したものである。
女子栄養大学が発行している月刊誌「栄養と料理」昭和21年5月号における食糧管理局研究所の川口武豊の「電極式製パン器」によれば、電極を使ってパンを焼くことは昭和10年ごろから知られていたとある。
また永六輔はコラムの中で新劇俳優の本郷淳が発明したとし、本郷の発明が新聞に紹介されてどの家でも作るようになった、としている。
市販品は、戦前から使われていたと思われるベークライト製のものに言及している資料があり、早川電機工業（のちのシャープ）も作っていたという資料がある。最初の商品化は東京通信工業（のちのソニー）であり、進藤貞和三菱電機名誉会長による談として日本経済新聞「私の履歴書」欄において三菱電機も作っていたという資料もある。
石山理化工業株式会社から市販されていた、電気パン焼き器の付属資料画像が、2011年10月現在、昭和館の常設展示室6階「調べてみよう」コーナーにて、閲覧できる。1946年6月6日の読売新聞の広告欄には東京都板橋区（現在の練馬区を含む）の企業による「粉食時代に送るクリーンヒット」と銘打った「単価28円」の「シンプル式パン焼」の広告が載っている。

## 呼称
名古屋大学名誉教授である並木満夫は藪田貞治郎とのエピソードの中で「電流パン」と呼んでいる。中毒症状を引き起こした際の読売新聞の記事では「電極応用パン」あるいは「代用パン」としている。
このほか上述した新聞広告では「シンプル式パン焼」と記載され、同じく上述の石山理化工業株式会社から市販されていた電気パン焼き器の付属資料画像では「粉食利用器」という製品名になっている。

## 電流変化についての考察
電気パンは、時間経過とともにパン種の電気抵抗が大きくなることで加熱され、食料として適したものになる。この場合流れる電流は時間経過に伴い減少するのみだと考えられるが、ホットケーキミックスをパン種として使用した時など、デンプンの作用によっては電流値は時間の経過とともに「ふたこぶ」の曲線を描く場合がある。使用した材料によってはふたこぶを描かない場合もある。2001年度の大学入試センター試験の試験問題では、グラフでは、わずかにふたこぶが表現されている。

## 電気パンができるまで
- 岩城正夫教授所蔵品による

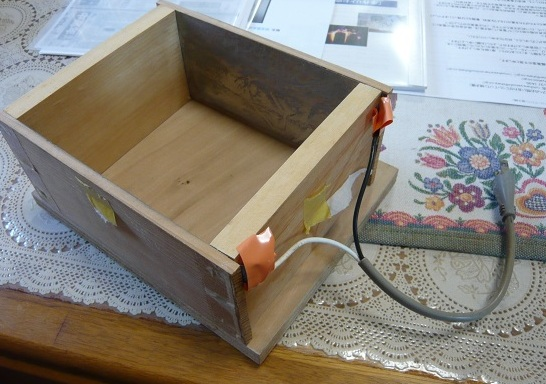
本体
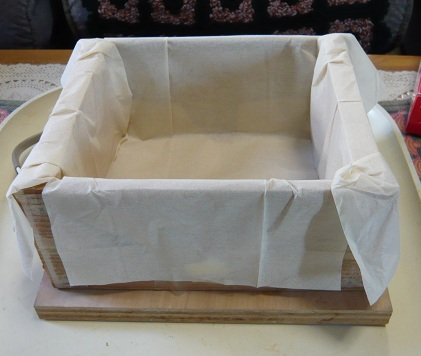
1) キッチンペーパーを敷き、水を含ませる
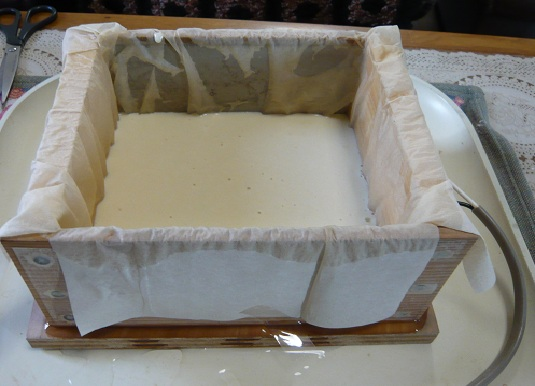
2) 市販のホットケーキミックスを水で溶いたものと食塩を混ぜる。余分な水分は枠と底の隙間から滲みだす
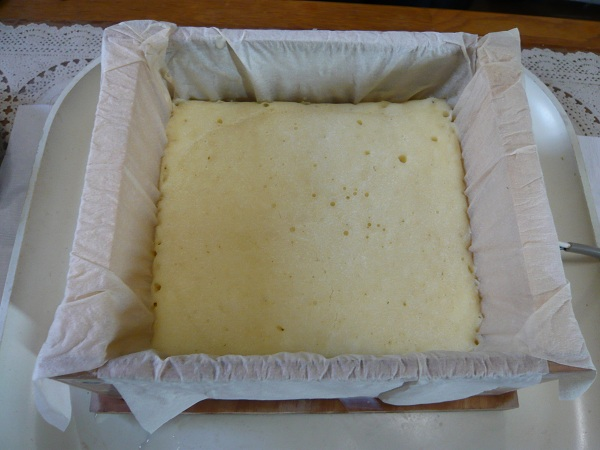
3) 通電し、約20分経過後
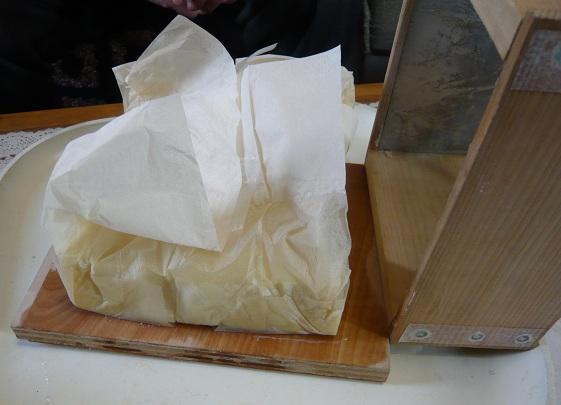
4) 枠を外す
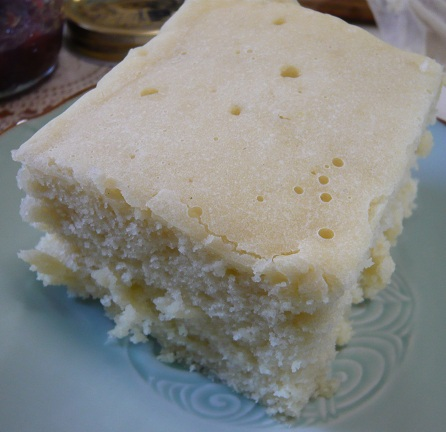
5) 出来上がり（1/4に切り分けたもの）